# Ахмат (хан Великої Орди)
Ахмат (тат. Əxmət, Әхмәт, آحمد; пом. 6 січня 1481 р.) — хан Великої Орди в період між 1465 і 1481 роками, син хана Кічі-Мухамеда.

## Війни з Великим князівством Московським
У 1465 році захопив владу в Орді, піднявши повстання проти свого брата Махмуда бін Кучука, який був його співправителем з 1459 року.
1470 року організував похід проти Молдавського князівства, проте зазнав поразки у битві при Липнику.
У 1472 році Ахмат уклав союз з польським королем і великим князем литовським Казимиром IV спрямований проти Великого князівства Московського. У червні того ж року здійснив невдалий похід на Москву, в ході якого вдалось здобути і спустошити лише невелике містечко Алексин на березі Оки. У 1476 році, після захоплення Криму Ахмат направив посольство до Івана III, з вимогою відновлення сплати Москвою щорічної данини. Останній спочатку намагався вести з Ордою дружню політику, проте після завоювання Новгорода у 1479 році в Івана ІІІ з'явились сили на протистояння з Ахматом і він демонстративно відмовився підкорятися Орді, що зрештою призвело до початку військового протистояння між обома державами.

### Стояння на Угрі
У 1480 році Ахмат організував військову кампанію проти Великого князівства Московського, яка, однак завершилась тим, що ординці змушені були відступити, не дійшовши до Москви 200 км. Татари й московити протягом тижня стояли на берегах Угри та перестрілювались. Раптово виникла паніка і обидві сторони вдались до втечі з поля бою. Після стояння на Угрі Московське князівство остаточно позбулась залежності від монгольських ханів, а Велика Орда втратила свій вплив. Останні сильні татарські улуси залишились в Казані, Астрахані та Криму.

## Вбивство
Після невдачі у боротьбі з Москвою орди Ахмата відкочували в низов'я Сіверського Дінця на зимівлю. Восени 1480 - взимку 1481 року хан Тюменської Орди Ібак у спілці з ногайськими мурзами Мусою й Ямгурчі виступили проти Ахмата. Після того, як його улуси відійшли на зимівлю 15 тисяч вершників сибірських татар Ібака та ногаїв переправилися через Волгу й 6 січня 1481 р. розгромили ставку Ахмата та вбили хана. Після загибелі Ахмата Ібак пограбував його емірів: «… а Шибаны с Ногаи начаша Ахматову орду грабити меж Доном и Волгой, на Донцу и на Малом близ Азова; и стоял Царь Ивак 5 дней на Ахматове Орде и поиде прочь».